# Трагом сећања
Трагом сећања (енгл. Stitchers) је америчка криминалистичка серија са елементом научно-фатастичног карактера, коју је створио Џефри Алан Шектер 2015. године.
Премијерно је приказана 2. јуна 2015. на америчком каналу Еј-Би-Си Фемили (од 2016. назива се Фриформ).

## Радња
Трагом сећања прати Кирстен Кларк, веома интелигентну и упорну младу девојку надарену за технологију, након што ју је тајна владина организација регрутовала да продире у сећања недавно преминулих помоћу необичне технологије, како би истражила убиства и мистерије које другачије не би могле бити решене. Постаје главни трагач. Доктор Камерон Гудкин, сјајан неуролог, јој помаже у том тајном програму који води Меги Баптист, искусна ветеранка тајних операција која добро чува дубљу сврху програма. У програм је укључен и Линус Ахлувалиа, биоинжењер и техничар комуникација, као и Камил, Кирстина цимерка и студент компјутерских наука. Детектив полиције Лос Анђелеса, Фишер се накнадно придружио тиму.

## Глумци

### Главни глумци
- Ема Ишта као Кирстен Кларк, студент калифорнијског техничког унститута, прикључена је тајном програму Трагача. Дијагностикована јој је темпорална дисплазија (измишљено стање када особа не осећа проток времена). Заборавила је своју породицу. Живи са цимерком Камил. У вези је са Камероном.

- Кајл Харис као Камерон Гудкин одличан неуролог је од почетка програма члан тима. Као дете је упознао Кирстен али се тога не сећа, као ни Кирстен. Право презиме му је Милер али је узео мајчино када су његовог оца послали у затвор због преваре. У вези је са Кирстен.

- Ритеш Рајан као Линус Ахувалиа инжењер и техничар у програму Трагача.

- Сали Ричардсон Вајтфилд као Маргарет Меги Баптист, бивши ЦИА агент и главна за програм Трагача.

- Алисон Скаљоти као Камил Енгелсон, Кирстина цимерка и студент компјутерских наука. Меги ју је прикључила како би мотрила над Кирстен и помогла тиму.

- Дејмон Дајуб као детектив Лос Анђелеске полиције Квинси Фишер касније је прикључен програму.

### Споредни глумци
- Хуго Армстронг као Ед Кларк, Кирстин старатељ. Оставио је трагове Кирстен како би схватила истину њене дијагнозе. Пронађен је мртав из непознатог разлога.
- Тифани Хајнс као Марта Родригез, бивша чланица програма која је у коми након што се трагање лоше завршило. Касније се буди и жртвује свој живот за Кирстен (сезона 1).
- Кајл Квин као млада Кирстен Кларк.
- Одед Фехр као Лесли Турнер, директор програма (сезоне 1-2).
- Сола Бамис као Др. Ајо, вођа медиционског одељења програма Трагачи.
- Рос Курт Ли као Алекс, део тима одговаоран за биолошке функције.
- Џек Турнет као Лијам Гренџер, бивши Кирстин дечко .
- Ц.Томас Ховел као Данијел Стинџер, Кирстин биолошки отац.
- Јон Билингсли као Мајкл Блер, Турнеров надређени који унапређује Меги за новог директора програма Трагача (сезона 2-3).
- Јасмин Савој Браун као Нина, Камеронова девојка (сезона 2).
- Сара Давенпорт као Ајви Браун, Кирстина старија полусестра (сезона 2-3).
- Ана Акана као Аманда, Камилина девојка (сезона 2-3).

## Епизоде
Главни чланак: Листе свих епизода
| Сезона | Епизоде | Оригинално емитовање | Последње емитовање |
| ------ | ------- | -------------------- | ------------------ |
| 1      | 11      | 11. јуна 2015.       | 20. октобар 2015.  |
| 2      | 10      | 22. март 2016.       | 24. мај 2016.      |
| 3      | 10      | 10. јун 2017.        | 14. август 2017.   |

Од септембра 2017. снимљено је 3 сезоне серије Трагом сећања. Прва сезона је приказана као минисерија од 11 (10+1) епизода, које су емитоване једном недељно од 2. јуна 2015. до 4. августа 2015. са посебном епизодом за Ноћ вештица Када падне мрак 20. октобра 2015.

У октобру 2017. путем Фејсбука (енгл. Facebok) најављен је наставак серије, који се приказивао од 5. јуна до 14. августа 2017. Само месец дана након завршетка емитовања, 15. септембра 2017. Фреформ је прекинуо серију након три сезоне.

## Емитовање
Серија је у Србији премијерно приказана на каналу Fox 19. јула 2017. године.